# Сундырь (река)
Сунды́рь (чув. Сӗнтӗр, горномар. Шӹндӹр) — река в России, протекает по Республике Марий Эл и Чувашии, впадает в Чебоксарское водохранилище.

## Физико-географическая характеристика
Устье реки находится в 1994 км от устья Волги по правому берегу. Длина реки составляет 35 км, площадь водосборного бассейна — 342 км². В 18 км от устья принимает слева реку Кожважка.
Исток реки у деревни Чурикасы (по другим данным — в деревне Тереси Моргаушского района Чувашии) в 10 км к юго-востоку от села Большой Сундырь. Река течёт на северо-запад, затем на север по безлесой местности. Долина реки плотно заселена, Сундырь протекает через село Большой Сундырь и несколько небольших деревень. В нижнем течении некоторое время образует границу Чувашии и Марий Эл, затем перетекает в Марий Эл (протяжённость реки в границах Горномарийского района составляет 13 км). Впадает в Чебоксарское водохранилище у села Юльялы (к востоку от Козьмодемьянска).
По типу питания относится к рекам восточноевропейского типа: характеризуется резко выраженным половодьем, наличием стока в течение всего года, низкой летней и зимней меженью, устойчивым ледяным покровом. Питание реки смешанное, в основном (около 70 %) за счёт талых вод.
Притоки — Кожважка, Сухарка (правые). До создания водохранилища в Сундырь впадала река Большая Сундырка, впадающая ныне напрямую в водохранилище.

## Палеонтология
В 1997 году возле устья реки между селом Юльялы и деревней Токари было открыто местонахождение окаменелостей Сундырь-1, датированное северодвинским веком позднего пермского периода. В этих отложениях найдены многочисленные остракоды родов Suchonellina и Prasuchonella, двустворчатые моллюски, рыбы и тетраподы. Последние представлены растительноядными (aff. Ulemosauridae) и хищными (Titanosuchia fam. indet.) диноцефалами, аномодонтами aff. Suminia, тероцефалами, Burnetioidea fam. indet., хрониозухиями Suchonica vladimiri, aff. Enosuchus, сеймуриаморфами Microphon exiguus и Leptoropha aff. talonophora и батрахоморфами Dvinosaurus sp. Здесь же обнаружены остатки диапсидных рептилий предположительно из группы Eosuchia. Такой состав фауны имеет сходство с диноцефаловым ишеевским и более поздним териодонтовым соколковским комплексами, что позволяет считать сундырский комплекс промежуточным между ними.

## Данные водного реестра
По данным государственного водного реестра России относится к Верхневолжскому бассейновому округу, водохозяйственный участок реки — Волга от устья реки Ока до Чебоксарского гидроузла (Чебоксарское водохранилище), без рек Сура и Ветлуга, речной подбассейн реки — Волга от впадения Оки до Куйбышевского водохранилища (без бассейна Суры). Речной бассейн реки — (Верхняя) Волга до Куйбышевского водохранилища (без бассейна Оки).
Код объекта в государственном водном реестре — 08010400312110000044140.